# Dizzy Gillespie
John Birks Gillespie, conhecido como Dizzy Gillespie, (Cheraw, 21 de outubro de 1917 — Englewood, 6 de janeiro de 1993) foi um trompetista, líder de orquestra, cantor e compositor de jazz, sendo, a par de Charlie Parker, uma das maiores figuras no desenvolvimento do movimento bebop no jazz moderno.

## Vida
Nascido na Carolina do Sul, Dizzy era um instrumentista virtuoso e um improvisador dotado. A juntar às suas capacidades instrumentais, os seus óculos, a sua forma de cantar e tocar (com as bochechas extremamente inchadas), o seu trompete recurvo e a sua personalidade alegre faziam dele uma pessoa especial, dando um aspecto humano àquilo que muitos, incluindo alguns dos seus criadores, classificavam como música assustadora.
Em relação à forma de tocar, Gillespie construiu a sua interpretação a partir do estilo "saxofónico" de Roy Eldridge indo depois muito além deste. As suas marcas pessoais eram o seu trompete (com a campânula inclinada 45º em vez de ser a direito) e as suas bochechas inchadas (tradicionalmente os trompetistas são ensinados a não fazer “bochechas”).
Para além do seu trabalho com Parker, Dizzy Gillespie conduziu pequenos agrupamentos e big bands e aparecia frequentemente como solista com a Norman Granz's Jazz at the Philharmonic. No início da sua carreira tocou com Cab Calloway, que o despediu por tocar “música chinesa”, a lendária big band de Billy Eckstine deu a estas harmonias atípicas uma melhor cobertura.
Na década de 1940 Gillespie liderou o movimento da música afro-cubana, trazendo elementos latinos e africanos para o jazz, e até para a música pop, em particular a salsa. Das suas numerosas composições destacam-se os clássicos do jazz "Manteca", "A Night in Tunisia", "Birk's Works", e "Con Alma".
Dizzy Gillespie publicou a sua autobiografia em 1979, To Be or not to Bop (ISBN 0306802368), e seria vítima de um cancro no início de 1993, sendo sepultado no Flushing Cemetery em Queens, Nova Iorque.
Tem uma estrela com o seu nome na Calçada da Fama em Hollywood, número 7057 Hollywood Boulevard.

## Campanha presidencial
Em 1964, durante a campanha presidencial entre Lyndon Johnson e Barry Goldwater que ocupava as atenções do país, Gillespie lançou uma candidatura independente à Presidência dos Estados Unidos. Em tempos de conflitos raciais no país e Guerra do Vietnã, sua plataforma, apoiada por ativistas e amigos músicos, prometia oportunidade igual de empregos a negros e brancos e combate ao racismo. Sua intenção era chamar atenção para os problemas do país e ele anunciou que se eleito colocaria Miles Davis como chefe da CIA, Louis Armstrong como ministro da Agricultura, Duke Ellington como secretário-de-Estado e Malcolm X como procurador geral. Entre outras excentricidades, prometia também oficialmente trocar o nome da Casa Branca (White House) para Casa do Blues (Blues House).